# Mezel (Puy-de-Dôme)
Mezel è un comune francese di 1 947 abitanti situato nel dipartimento del Puy-de-Dôme nella regione dell'Alvernia-Rodano-Alpi.

## Società

### Evoluzione demografica
Abitanti censiti